# Teemu Tainio
Teemu Tainio (Tornio, Finlandia, 27 de noviembre de 1979) es un exfutbolista finlandés. Jugaba de volante y su último equipo fue el HJK Helsinki. Se retiró el 14 de febrero de 2015.

## Selección nacional
Ha sido internacional con la Selección nacional de fútbol de Finlandia, ha jugado 51 partidos internacionales y ha anotado 6 goles.

## Clubes

### Como jugador
| Club              | País           | Año       |
| ----------------- | -------------- | --------- |
| FC Haka           | Finlandia      | 1996-1997 |
| AJ Auxerre        | Francia        | 1997-2005 |
| Tottenham Hotspur | Inglaterra     | 2005-2008 |
| Sunderland AFC    | Inglaterra     | 2008-2009 |
| Birmingham City   | Inglaterra     | 2009-2010 |
| Ajax              | Países Bajos   | 2010-2011 |
| Red Bull New York | Estados Unidos | 2011-2012 |
| HJK Helsinki      | Finlandia      | 2013-2015 |

### Como entrenador
| Club    | País      | Año           |
| ------- | --------- | ------------- |
| FC Haka | Finlandia | 2019-presente |

## Palmarés

### Campeonatos nacionales
| Título              | Club              | País       | Año  |
| ------------------- | ----------------- | ---------- | ---- |
| Copa de Finlandia   | FC Haka           | Finlandia  | 1997 |
| Copa de Francia     | AJ Auxerre        | Francia    | 2003 |
| Copa de Francia     | AJ Auxerre        | Francia    | 2005 |
| Football League Cup | Tottenham Hotspur | Inglaterra | 2008 |

- Datos: Q316501
- Multimedia: Teemu Tainio / Q316501